# Thomas Tenison

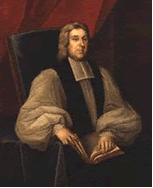
ThomasTenison.

Thomas Tenison, född den 29 september 1636, död den 14 december 1715, var en engelsk kyrkoledare, ärkebiskop av Canterbury från 1694 till sin död. Under sitt primat krönte han två brittiska monarker.
Under kung Vilhelm III blev Tenison 1689 ledamot i den kommission som tillsattes för att åstadkomma en återförening med dissenters. Revisionen av liturgin föll på hans lott. Det allmänna frisinnet i Tenisons religiösa åskådning vann honom kunglig gunst och, efter att ha blivit biskop av Lincoln 1691, blev han befordrad till Canterbury i december 1694. 
Tillsammans med Burnet var han närvarande vid kungens dödsbädd. Han krönte drottning Anna, men under hennes regering var han mindre välsedd vid hovet. Uttalad anhängare av huset Hannover och dess rätt till tronföljden fick han också glädjen att kröna Georg I den 31 oktober 1714. Tenison dog i London ett år senare.